# França nos Jogos Olímpicos de Verão de 2012
A França competiu nos Jogos Olímpicos de Verão de 2012, que aconteceram na cidade de Londres, no Reino Unido, de 27 de julho até 12 de agosto de 2012.

## Medalhas
| Atleta                            | Esporte  | Evento                      | Medalha |
| --------------------------------- | -------- | --------------------------- | ------- |
| Tony Estanguet                    | Canoagem | Slalom C-1 masculino        | Ouro    |
| Émilie Fer                        | Canoagem | Slalom K-1 feminino         | Ouro    |
| Florent Manaudou                  | Natação  | 50 m livre masculino        | Ouro    |
| Camille Muffat                    | Natação  | 400 m livre feminino        | Ouro    |
| Camille Muffat                    | Natação  | 200 m livre feminino        | Prata   |
| Germain Chardin Dorian Mortelette | Remo     | Dois sem masculino          | Prata   |
| Céline Goberville                 | Tiro     | Pistola de ar 10 m feminino | Prata   |

## Desempenho

### Atletismo
Masculino
| Atleta            | Evento          | Preliminar | Preliminar | Quartas-de-final | Quartas-de-final | Semifinal | Semifinal | Final       | Final       |
| Atleta            | Evento          | Marca      | Posição    | Marca            | Posição          | Marca     | Posição   | Marca       | Posição     |
| ----------------- | --------------- | ---------- | ---------- | ---------------- | ---------------- | --------- | --------- | ----------- | ----------- |
| Jimmy Vicaut      | 100 m           | BYE        | BYE        | 10s11 Q          | 2º/bat. 7        | 10s16     | 6º/bat. 1 | Não avançou | Não avançou |
| Benjamin Compaoré | Salto triplo    | 17,05m     | 3º q       |                  |                  |           |           | 17,08m      | 6º          |
| Mickael Hanany    | Salto em altura | 2,26m      | 8º q       |                  |                  |           |           | 2,20m       | 14º         |

### Badminton
Masculino
| Atleta         | Prova   | Ronda dos 64           | Ronda dos 32           | Ronda dos 16           | Quartos-finais         | Semifinais             | Final                  | Final |
| Atleta         | Prova   | Adversário e resultado | Adversário e resultado | Adversário e resultado | Adversário e resultado | Adversário e resultado | Adversário e resultado | Pos.  |
| -------------- | ------- | ---------------------- | ---------------------- | ---------------------- | ---------------------- | ---------------------- | ---------------------- | ----- |
| Brice Leverdez | Simples |                        |                        |                        |                        |                        |                        |       |

### Canoagem slalom
Masculino
| Atleta                         | Evento | Preliminar | Preliminar | Preliminar | Preliminar | Semifinais | Semifinais | Final  | Final           |
| Atleta                         | Evento | Descida 1  | Descida 2  | Total      | Posição    | Tempo      | Posição    | Tempo  | Posição         |
| ------------------------------ | ------ | ---------- | ---------- | ---------- | ---------- | ---------- | ---------- | ------ | --------------- |
| Tony Estanguet                 | C-1    | 93s24      | 99s20      | 93s24      | 7º         | 101s67     | 3º         | 97s06  | Medalha de ouro |
| Gauthier Klauss Matthieu Peche | C-2    | 96s98      | 151s03     | 96s98      | 1º         | 109s27     | 3º         | 109s17 | 4º              |
| Etienne Daille                 | K-1    | 90s12      | 241s73     | 90s12      | 13º        | 100s55     | 10º        | 101s87 | 7º              |

Feminino
| Atleta     | Evento | Preliminar | Preliminar | Preliminar | Preliminar | Semifinais | Semifinais | Final  | Final           |
| Atleta     | Evento | Descida 1  | Descida 2  | Total      | Posição    | Tempo      | Posição    | Tempo  | Posição         |
| ---------- | ------ | ---------- | ---------- | ---------- | ---------- | ---------- | ---------- | ------ | --------------- |
| Émilie Fer | K-1    | 112s77     | 106s46     | 106s46     | 10º        | 109s73     | 3º         | 105s90 | Medalha de ouro |

### Futebol
Feminino
| Equipe | Equipe | Fase de grupos                                            | Fase de grupos | Quartas                | Semifinal              | Final                  | Pos. |
| Equipe | Equipe | Adversário e resultado                                    | Pos.           | Adversário e resultado | Adversário e resultado | Adversário e resultado | Pos. |
| --- | --- | --------------------------------------------------------- | -------------- | ---------------------- | ---------------------- | ---------------------- | ---- |
| Céline Deville Wendie Renard Laure Bolleau Laura Georges Ophélie Meilleroux Sandrine Soubeyrand Corine Franco Sonia Bompastor Eugénie Le Sommer | Camille Abily Marie-Laure Delie Élodie Thomis Camille Catala Louisa Nécib Élise Bussaglia Sabrina Viguier Gaëtane Thiney Sarah Bouhaddi | USA Estados Unidos D 2-4 PRK Coreia do Norte COL Colômbia |                |                        |                        |                        |      |

### Halterofilismo(4 atletas)
Masculino
| Atleta                 | Evento | Arranque (kg) | Arremesso (kg) | Total (kg) | Posição |
| ---------------------- | ------ | ------------- | -------------- | ---------- | ------- |
| Vencelas Dabaya        | -69kg  | DNF           | DNF            | DNF        | DNF     |
| Bernardin Kingue Matam | -69kg  | DNF           | DNF            | DNF        | DNF     |
| Benjamin Hennequin     | -85kg  | DNF           | DNF            | DNF        | DNF     |

Feminino
| Atleta         | Evento | Arranque (kg) | Arremesso (kg) | Total (kg) | Posição |
| -------------- | ------ | ------------- | -------------- | ---------- | ------- |
| Mélanie Bardis | -48kg  | 73,0          | 93,0           | 166,0      | 10º     |

### Natação
Masculino
| Atletas          | Evento      | Eliminatórias | Eliminatórias | Semifinal   | Semifinal   | Final       | Final           |
| Atletas          | Evento      | Tempo         | Posição       | Tempo       | Posição     | Tempo       | Posição         |
| ---------------- | ----------- | ------------- | ------------- | ----------- | ----------- | ----------- | --------------- |
| Amaury Leveaux   | 50 m livre  | 22s35         | 18º           | Não avançou | Não avançou | Não avançou | Não avançou     |
| Florent Manaudou | 50 m livre  | 22s09         | 7º Q          | 21s80       | 6º Q        | 21s34       | Medalha de ouro |
| Yannick Agnel    | 100 m livre | 48s93         | 12º Q         | 48s23       | 7º Q        | 47s84       | 4º              |
| Fabien Gilot     | 100 m livre | 48s95         | 14º Q         | 48s49       | 11º         | Não avançou | Não avançou     |

Feminino
| Atletas                  | Evento          | Eliminatórias | Eliminatórias | Semifinal   | Semifinal   | Final       | Final            |
| Atletas                  | Evento          | Tempo         | Posição       | Tempo       | Posição     | Tempo       | Posição          |
| ------------------------ | --------------- | ------------- | ------------- | ----------- | ----------- | ----------- | ---------------- |
| Charlotte Bonnet         | 100 m livre     | 55s12         | 20º           | Não avançou | Não avançou | Não avançou | Não avançou      |
| Camille Muffat           | 200 m livre     | 1min58s49     | 12º Q         | 1min56s18   | 3º Q        | 1min55s58   | Medalha de prata |
| Ophelie-Cyrielle Etienne | 200 m livre     | 1min59s15     | 18º           | Não avançou | Não avançou | Não avançou | Não avançou      |
| Camille Muffat           | 400 m livre     | 4min03s29     | 1º Q          |             |             | 4min01s45   | Medalha de ouro  |
| Coralie Balmy            | 400 m livre     | 4min03s56     | 3º Q          | 4min05s95   | 6º          |             |                  |
| Coralie Balmy            | 800 m livre     | 8min27s15     | 8º Q          | 8min29s26   | 7º          |             |                  |
| Laure Manaudou           | 100 m costas    | 1min01s13     | 22º           | Não avançou | Não avançou | Não avançou | Não avançou      |
| Alexianne Castel         | 100 m costas    | 1min00s16     | 14º Q         | 1min00s24   | 12º         | Não avançou | Não avançou      |
| Alexianne Castel         | 200 m costas    | 2min08s92     | 6º Q          | 2min08s24   | 5º Q        | 2min08s43   | 7º               |
| Laure Manaudou           | 200 m costas    | 2min14s29     | 30º           | Não avançou | Não avançou | Não avançou | Não avançou      |
| Fanny Babou              | 100 m peito     | 1min09s76     | 32º           | Não avançou | Não avançou | Não avançou | Não avançou      |
| Justine Bruno            | 100 m borboleta | 1min01s14     | 38º           | Não avançou | Não avançou | Não avançou | Não avançou      |
| Lara Grangeon            | 400 m medley    | 4min44s28     | 18º           |             |             | Não avançou | Não avançou      |

### Remo
Masculino
| Equipe                            | Evento           | Eliminatórias | Eliminatórias | Repescagem | Repescagem | Quartas | Quartas | Semifinal | Semifinal | Final   | Final                |
| Equipe                            | Evento           | Tempo         | Posição       | Tempo      | Posição    | Tempo   | Posição | Tempo     | Posição   | Tempo   | Posição (Pos. final) |
| --------------------------------- | ---------------- | ------------- | ------------- | ---------- | ---------- | ------- | ------- | --------- | --------- | ------- | -------------------- |
| Germain Chardin Dorian Mortelette | Dois sem         | 6m17s22       | 2º S          | BYE        | BYE        |         |         | 6m58s67   | 2º FA     | 6m21s11 | Medalha de prata     |
| Julien Bahain Cédric Berrest      | Skiff duplo      | 6m19s61       | 3º S          | BYE        | BYE        | 6m29s61 | 5º FB   | 6m26s44   | 4º (10º)  |         |                      |
| Stany Delayre Jeremie Azou        | Skiff duplo leve | 6m40s89       | 1º S A/B      | BYE        | BYE        | 6m37s29 | 2º FA   | 6m42s69   | 4º (4º)   |         |                      |

### Tênis
Masculino
| Atleta           | Evento  | Fase de 64                | Fase de 32                | Fase de 16             | Quartas                | Semifinais             | Final                  | Final       |
| Atleta           | Evento  | Adversário e resultado    | Adversário e resultado    | Adversário e resultado | Adversário e resultado | Adversário e resultado | Adversário e resultado | Posição     |
| ---------------- | ------- | ------------------------- | ------------------------- | ---------------------- | ---------------------- | ---------------------- | ---------------------- | ----------- |
| Julien Benneteau | Simples | RUS M. Youzhny V 7-5, 6-3 | SUI R. Federer D 2-6, 2-6 | Não avançou            | Não avançou            | Não avançou            | Não avançou            | Não avançou |

### Tiro
Masculino
| Atleta                 | Evento                | Qualificação | Qualificação | Final       | Final       | Posição |
| Atleta                 | Evento                | Placar       | Posição      | Placar      | Total       | Posição |
| ---------------------- | --------------------- | ------------ | ------------ | ----------- | ----------- | ------- |
| Walter Lapeyre         | Pistola de ar de 10 m | 575          | 22º          | Não avançou | Não avançou | 22º     |
| Franck Dumoulin        | Pistola de ar de 10 m | 577          | 18º          | Não avançou | Não avançou | 18º     |
| Walter Lapeyre         | Pistola livre 50 m    | 554          | 21º          | Não avançou | Não avançou | 21º     |
| Franck Dumoulin        | Pistola livre 50 m    | 541          | 33º          | Não avançou | Não avançou | 33º     |
| Pierre Edmond Piasecki | Carabina de ar 10 m   | 596          | 8º           | 699.1       | 6º          | 6º      |
| Jeremy Monnier         | Carabina de ar 10 m   | 592          | 26º          | Não avançou | Não avançou | 26º     |
| Cyril Graff            | Carabina deitado 50 m | 586          | 46º          | Não avançou | Não avançou | 46º     |
| Valerian Sauveplane    | Carabina deitado 50 m |              |              |             |             |         |
| Anthony Terras         | Skeet                 | 117          | 17º          | Não avançou | Não avançou | 17º     |
| Stéphane Clamens       | Fossa olímpica        | 119          | 19º          | Não avançou | Não avançou | 19º     |

Feminino
| Atleta            | Evento                | Qualificação | Qualificação | Final       | Final       | Posição          |
| Atleta            | Evento                | Placar       | Posição      | Placar      | Total       | Posição          |
| ----------------- | --------------------- | ------------ | ------------ | ----------- | ----------- | ---------------- |
| Céline Goberville | Pistola de ar de 10 m | 387          | 3º Q         | 99.6        | 486.6       | Medalha de prata |
| Stéphanie Tirode  | Pistola de ar de 10 m | 375          | 38º          | Não avançou | Não avançou | 38º              |

### Tiro com arco(4 atletas)
| Atleta                                         | Prova                | Rodada de classificação | Rodada de classificação | Ronda dos 64                               | Ronda dos 32                                | Ronda dos 16                               | Quartos-finais                    | Semifinais             | Final                  | Final       |
| Atleta                                         | Prova                | Placar                  | Pos.                    | Adversário e resultado                     | Adversário e resultado                      | Adversário e resultado                     | Adversário e resultado            | Adversário e resultado | Adversário e resultado | Pos.        |
| ---------------------------------------------- | -------------------- | ----------------------- | ----------------------- | ------------------------------------------ | ------------------------------------------- | ------------------------------------------ | --------------------------------- | ---------------------- | ---------------------- | ----------- |
| Thomas Faucheron                               | Individual masculino | 665                     | 27º                     | THA W. Thamwong V 2-0, 2-0, 2-0            | FRA G. Prevost D 2-0, 0-2, 0-2, 1-1, 0-2    | Não avançou                                | Não avançou                       | Não avançou            | Não avançou            | Não avançou |
| Gaël Prevost                                   | Individual masculino | 679                     | 6º                      | CIV P. Kouassi V 0-2, 2-0, 1-1, 1-1, 2-0   | FRA T. Faucheron V 0-2, 2-0, 2-0, 1-1, 2-0  | UKR V. Ruban D 0-2, 2-0, 0-2, 2-0, 0-2     | Não avançou                       | Não avançou            | Não avançou            | Não avançou |
| Romain Girouille                               | Individual masculino | 677                     | 9º                      | MYA NM Aung D 0-2, 2-0, 0-2, 1-1, 2-0, 0-1 | Não avançou                                 | Não avançou                                | Não avançou                       | Não avançou            | Não avançou            | Não avançou |
| Romain Girouille Gaël Prevost Thomas Faucheron | Equipes              | 2021                    | 2º                      |                                            |                                             | Bye                                        | MEX México D 212-220              | Não avançou            | Não avançou            | Não avançou |
| Bérengère Schuh                                | Individual feminino  | 640                     | 37º                     | JPN K. Kawanaka V 0-2, 2-0, 2-0, 2-0, 2-0  | TPE C-E. Lin V 0-2, 2-0, 2-0, 1-1, 0-2, 1-0 | KOR H. Choi V 2-0, 1-1, 2-0, 0-2, 0-2, 1-0 | USA K. Lorig D 0-2, 2-0, 0-2, 0-2 | Não avançou            | Não avançou            | Não avançou |

### Triatlo(6 atletas)
| Atleta           | Evento    | Natação (1,5 km) | Ciclismo (40 km) | Corrida (10 km) | Tempo total | Posição |
| ---------------- | --------- | ---------------- | ---------------- | --------------- | ----------- | ------- |
| David Hauss      | Masculino | 17m24            | 58m50            | 29m53           | 1h47m14     | 4º      |
| Vincent Luis     | Masculino | 17m20            | 58m53            | 31m00           | 1h48m18     | 11º     |
| Laurent Vidal    | Masculino | 17m27            | 58m42            | 30m01           | 1h47m21     | 5º      |
| Jessica Harrison | Feminino  | 19m22            | 1h06m47          | 35m13           | 2h01m22     | 9º      |
| Carole Péon      | Feminino  | 19m30            | 1h07m11          | 35m59           | 2h03m58     | 29º     |
| Emmie Charayron  | Feminino  | 20m27            | 1h07m32          | 34m27           | 2h02m26     | 18º     |